# Méagui
Méagui è una città, sottoprefettura e comune della Costa d'Avorio, situata nella regione di Nawa. È capoluogo dell'omonimo dipartimento e conta una popolazione di 132 293 abitanti (censimento 2014).